# Лі (округ, Міссісіпі)
Шаблон:StateAbbr_ 34°17′ пн. ш. 88°41′ зх. д. / 34.29° пн. ш. 88.68° зх. д.
Округ  Лі (англ. Lee County) — округ (графство) у штаті Міссісіпі, США. Ідентифікатор округу 28081.

## Історія
Округ утворений 1866 року.

## Демографія
За даними перепису 
2000 року 
загальне населення округу становило 75755 осіб, зокрема міського населення було 40531, а сільського — 35224.
Серед мешканців округу чоловіків було 36353, а жінок — 39402. В окрузі було 29200 домогосподарств, 20810 родин, які мешкали в 31887 будинках.
Середній розмір родини становив 3,05.
Віковий розподіл населення поданий у таблиці:
| Стать    | До 15 років | 15-21 | 22-29 | 30-39 | 40-49 | 50-65 | 65-85 | Понад 85 |
| -------- | ----------- | ----- | ----- | ----- | ----- | ----- | ----- | -------- |
| Чоловіки | 9034        | 3578  | 3861  | 5749  | 5369  | 5436  | 3075  | 251      |
| Жінки    | 8490        | 3626  | 4230  | 6023  | 5725  | 5951  | 4430  | 927      |

## Суміжні округи
- Прентісс — північ
- Ітавамба — схід
- Монро — південний схід
- Чикасо — південний захід
- Понтоток — захід
- Юніон — північний захід

## Виноски
1. ↑  U.S. Decennial Census. United States Census Bureau. Архів оригіналу за 4 квітня 2018. Процитовано 6 листопада 2014.
2. ↑  Historical Census Browser. University of Virginia Library. Архів оригіналу за 11 серпня 2012. Процитовано 6 листопада 2014.
3. ↑  Population of Counties by Decennial Census: 1900 to 1990. United States Census Bureau. Архів оригіналу за 28 грудня 2014. Процитовано 6 листопада 2014.
4. ↑  Census 2000 PHC-T-4. Ranking Tables for Counties: 1990 and 2000 (PDF). United States Census Bureau. Архів оригіналу (PDF) за 18 грудня 2014. Процитовано 6 листопада 2014.
5. ↑  State & County QuickFacts. United States Census Bureau. Архів оригіналу за 7 червня 2011. Процитовано 4 вересня 2013.(англ.) Наведено за англійською вікіпедією.
6. ↑  Lee County, Mississippi. United States Census Bureau. Архів оригіналу за 2 листопада 2019. Процитовано 2 листопада 2019.
7. ↑  American FactFinder. Бюро перепису населення США. Архів оригіналу за 26 лютого 2012. Процитовано 31 січня 2008.

| США | Це незавершена стаття з географії США. Ви можете допомогти проєкту, виправивши або дописавши її. |